# Otto Mann (Germanist)
Otto Mann (* 30. Mai 1898 in Barmen; † 23. September 1985 in Mannheim) war ein deutscher Germanist und Hochschullehrer.

## Leben
Otto Mann absolvierte im Ersten Weltkrieg ab 1917 den Militärdienst und studierte ab 1919 Philosophie, Kunstwissenschaft und Musikwissenschaft in Bonn. Er war ein Schüler des Philosophen Karl Jaspers, bei dem er 1925 seine Dissertation über den „Dandy als Kulturproblem“ schrieb (summa cum laude). Außerdem besuchte er mehrere Vorlesungen beim Germanisten Friedrich Gundolf. Die Habilitation für Neuere Deutsche Literaturgeschichte erfolgte 1929 bei Friedrich Gundolf mit einer Arbeit über Friedrich Schlegel. Am 3. November 1928 hielt Mann an der Universität Heidelberg seine Antrittsvorlesung über Zacharias Werner. Es folgte eine Lehrtätigkeit an der Universität Heidelberg. In den 1930er Jahren betrieb Mann ein systematisches Theologiestudium.
Im Zweiten Weltkrieg wurde er zum Kriegsdienst an der Ostfront eingezogen. Ab 1946 nahm er seine Lehrtätigkeit wieder auf und war an der Universität Heidelberg seit 1950 außerplanmäßiger Professor für deutsche Literaturgeschichte. Ab 1961 lehrte er als Professor für deutsche Sprache und Literatur an der Wirtschaftshochschule Mannheim (heute Universität Mannheim). Seine Emeritierung erfolgte im Jahr 1966. Gastdozenturen führten ihn nach Pittsburgh (1963/64) und Los Angeles (1966/67).
Später befasste sich Mann als Germanist mit Autoren wie Johann Georg Hamann, Novalis und vor allem Gotthold Ephraim Lessing, über den er ein Buch und Kommentare publizierte. Mann wandte sich gegen eine Lessing-Deutung „im Banne der säkularisierten Philosophie Fichtes und Hegels“ sowie des wissenschaftlichen Positivismus und versuchte dagegen eine Interpretation zu etablieren, wonach Lessing ein radikaler Gegner des Prozesses der Säkularisierung war. In der Geschichte der Lessing-Deutungen vertrat Mann wohl am radikalsten die ahistorische These, Lessing gehöre in eine ungebrochene ontologische Tradition und seine überzeitliche Bedeutung gründe „in der Echtheit, der Dringlichkeit, der Tiefe, mit der er um das Sein bekümmert ist.“ Philosophisch ging es Mann zuletzt darum, „Grund und Sinn der christlichen Offenbarungsphilosophie wieder sichtbar zu machen und wieder zur Geltung zu bringen“.
Nach seinem Tod richtete seine Witwe Rotraud Mann-Straube am 20. Mai 1992 an der Universität Mannheim die Otto-Mann-Stiftung ein, die bis heute tätig ist.

## Veröffentlichungen (Auswahl)
- Der moderne Dandy. Ein Kulturproblem des 19. Jahrhunderts. (Hrsg. Karl Jaspers) Springer, Heidelberg 1925, ISBN 978-3-642-93838-2. Überarbeitete Neuauflage Heidelberg 1962.
- Der junge Friedrich Schlegel. Eine Analyse von Existenz und Werk. Junker & Dünnhaupt, Berlin 1932.
- Lessing. Sein und Leistung. Marion von Schröder-Verlag, Hamburg 1949 (Digitalisat). Zweite neu bearbeitete Auflage Walter de Gruyter, Berlin 1961.[14]
- B.B. – Maß oder Mythos? Ein kritischer Beitrag über die Schaustücke Bertolt Brechts. Verlag Rothe, Heidelberg 1958.
- Poetik der Tragödie. Francke, Bern 1958.
- Deutsche Literaturgeschichte. Von der germanischen Dichtung bis zur Gegenwart. Bertelsmann, München 1964.
- Geschichte des deutschen Dramas. Kröner Verlag, Stuttgart 1970.
- mit Rotraud Straube-Mann: Lessing Kommentar. 2. Bände. Winkler Verlag, München 1971.
- Die klassische und die romantische Auffassung von dem Wesen und der Form der Dichtung. Winter, Heidelberg 1978, ISBN 978-3-533-02655-6.
- Die gescheiterte Säkularisation. Ein Irrgang der europäischen Philosophie. Katzmann, Tübingen 1980, ISBN 978-3-7805-0387-9.
- Weg und Irrweg des abendländischen Geistes. Manutius, Heidelberg 1996, ISBN 978-3-925678-65-3.

### Als Herausgeber
- Hamann. Magus des Nordens. Hauptschriften. Dieterich, Leipzig 1937.
- Novalis. Romantische Welt. Die Fragmente. Dieterich, Leipzig 1939.
- Conrad Ferdinand Meyer. Gesammelte Werke. Bertelsmann, Gütersloh o. J. [1964]
- mit Hermann Friedmann: Christliche Dichter der Gegenwart. Beiträge zur europäischen Literatur. Rothe, Heidelberg 1955. Zweite, veränderte und erweiterte Auflage unter dem Titel Christliche Dichter im 20. Jahrhundert. Francke, Bern 1968.
- Expressionismus. Gestalten einer literarischen Bewegung. Rothe, Heidelberg 1956.